# Amphiphyllum
Amphiphyllum, monotipski biljni rod iz porodice Rapateaceae čiji je jedini predstavnik A. rigidum, venezuelski endem sa Cerro Duida.
Rod i vrsta opisani su 1931.